# Estadio Modelo Alberto Spencer
El Estadio Modelo Alberto Spencer, conocido más comúnmente como el Modelo, es un estadio multiuso situado en la ciudad de Guayaquil, Ecuador. Recibe su nombre en honor al exjugador ecuatoriano de fútbol apodado Cabeza Mágica Alberto Spencer, goleador histórico del máximo torneo continental de América, la Copa Libertadores, jugando para Peñarol de Uruguay, y el Barcelona de Guayaquil.
Es inaugurado oficialmente el 24 de julio de 1959 y tiene una capacidad para 42 000 espectadores. Se lo apoda como "El Coloso de la Avenida de Las Américas", pues se encuentra ubicado en la Avenida de Las Américas al norte de la ciudad de Guayaquil. El estadio, además de ser utilizado para la práctica del fútbol, sirve también para competencias de atletismo ya que cuenta con una pista sintética, e igualmente para la presentación de espectáculos artísticos. Tiene 5 localidades: General Norte, General Sur, Preferencia, Tribuna y Palcos.
Aquí jugará de local el 9 de Octubre Fútbol Club de la Serie B de Ecuador y el Búhos ULVR Fútbol Club de la Serie B desde 2021, así como varios equipos guayaquileños de Segunda División.
Anteriormente solo recibía el nombre de Estadio Modelo Guayaquil, pero la Federación Ecuatoriana de Fútbol decidió añadirle el nombre de Alberto Spencer cuando este falleció el 3 de noviembre de 2006, a instancia de José Luis Contreras, presidente de la Federación Deportiva del Guayas (Fedeguayas).

## Historia
Este escenario deportivo fue inaugurado el 24 de julio de 1959 con un torneo cuadrangular amistoso en el cual participaron, por Ecuador, los equipos de Barcelona y Emelec (ganador del torneo), por Uruguay la escuadra de Peñarol y por Argentina la escuadra de Huracán. Durante el día inaugural al cual asistieron Luis Robles Plaza, alcalde de Guayaquil (1958-1960), Voltaire Paladines Polo, presidente de la Federación Deportiva del Guayas, y Camilo Ponce Enríquez, presidente del Ecuador (1956-1960). En esa fecha se jugó el primer Clásico del Astillero en el Modelo, con victoria del conjunto azul del Emelec por marcador de 6-1.
El 16 de octubre de 1960 se jugó el primer partido por Campeonato Ecuatoriano de Fútbol entre Club Deportivo Everest, Campeón Reinante de Guayaquil, y el Macará de Ambato, con victoria 4-3 para los ambateños.

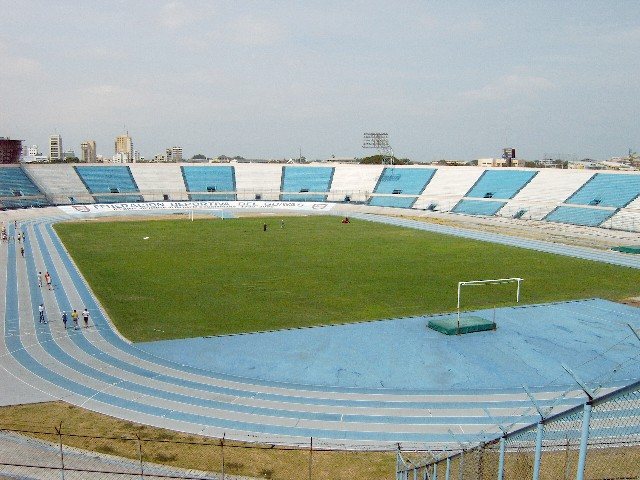
El estadio modelo en 2005.

A nivel de selecciones, el primer torneo jugado en este estadio fue el Campeonato Sudamericano Edición Extra Ecuador 1959 (hoy Copa América) y el segundo torneo jugado en este estadio fue la Copa América de 1975. Un año más tarde, el 4 de diciembre de 1960, el estadio fue por primera vez la sede de un partido de eliminatorias mundialistas, cuando se enfrentaron Ecuador y Argentina en un encuentro clasificatorio para el mundial de Chile 1962, y con un resultado que derrotó 3-6 para los visitantes. Desde aquel partido, el Modelo siguió siendo la sede de la Selección Nacional hasta el 10 de febrero de 1985, cuando los directivos de la Federación Ecuatoriana de Fútbol, la Asociación de Fútbol No Amateur de Pichincha (AFNA) y la Concentración Deportiva de Pichincha decidieron cambiar la sede de la Selección al Estadio Olímpico Atahualpa de la ciudad de Quito, en 1985 se instaló un marcador electrónico de fabricación húngara Electroimpex en el Estadio Modelo por la Federación Deportiva del Guayas, constituye una muestra visible de la preocupación consciente por brindar su superlativo apoyo al marcador electrónico del país y de la provincia. Su construcción estuvo a cargo de la empresa Electroimpex, según el informe de los técnicos húngaros de la empresa Electroimpex, el escenario, por sus especificaciones, sería calificado como uno de los mejores del país, ya que sin duda es una de los mejores marcadores electrónicos con las que cuenta actualmente en Ecuador. La óptima infraestructura que posee el Estadio, posibilitará la realización de competencias por la mañana, tarde y noche, actualmente están habilitados los marcadores electrónicos para observar detalladamente el curso del fútbol y de las competencias atléticas en sus diferentes modalidades y en 2001 se instaló una pista atlética de fabricación italiana Mondo en el Estadio Modelo por la Federación Deportiva del Guayas, constituye una muestra visible de la preocupación consciente por brindar su superlativo apoyo al atletismo del país y de la provincia. Su construcción estuvo a cargo de la empresa Mondo, Según el informe de los técnicos italianos de la empresa Mondo, el escenario, por sus especificaciones, sería calificado como uno de los mejores del país por la Asociación Internacional de Federaciones de Atletismo (IAAF), ya que sin duda es una de las mejores pistas con las que cuenta actualmente en Ecuador. La óptima infraestructura que posee el Estadio, posibilitará la realización de competencias por la mañana, tarde y noche, actualmente están habilitados los marcadores electrónicos para observar detalladamente el curso de las competencias atléticas en sus diferentes modalidades. Tiene 52 años de historia.
En 1985 la empresa húngara Electroimpex fue la encargada de colocar el marcador electrónico que, según las especificaciones técnicas del estadio, fue considerado como el segundo mejor escenario deportivo del país y con el marcador uno de los mejores del continente.
Para el 2001 se colocó la pista atlética de fabricación italiana para el desarrollo de competencias atléticas

## Acontecimientos
El 4 de diciembre de 1960 el Estadio Modelo Guayaquil (hoy Estadio Alberto Spencer) fue por primera vez la histórica sede de un partido de eliminatorias mundialistas en aquella época. En aquella ocasión se enfrentaron entre Ecuador y Argentina en un encuentro que derrotó el resultado 3 goles a 6 que era clasificatorio para el mundial de Chile 1962. Cuatro años y medio más tarde también se disputaron en este escenario deportivo con la histórica sede de un partido de eliminatorias mundialistas en aquella época el 25 de julio de 1965 en este estadio se enfrentaron entre Ecuador y Colombia en un encuentro que ganaban 2 goles a 0 por las eliminatorias para el mundial de Inglaterra 1966. Un mes más tarde también se disputaron en este escenario deportivo con la histórica sede de un partido de eliminatorias mundialistas en aquella época el 15 de agosto de ese mismo año en este estadio se enfrentaron entre Ecuador y Chile en un encuentro que empataban 2 goles Ecuador estuvo cerca a punto de clasificar al mundial de Inglaterra 1966. Cuatro años más tarde también se disputaron en este escenario deportivo con la histórica sede de un partido de eliminatorias mundialistas en aquella época el 6 de julio de 1969 se enfrentaron entre Ecuador y Uruguay en un encuentro que derrotó el resultado 2 a 0 por las eliminatorias para el mundial de México 1970. Un mes más tarde el 3 de agosto de ese mismo año en este estadio se enfrentaron entre Ecuador y Chile en un encuentro que empataron a 1 gol correspondiente a las eliminatorias para el mundial de México 1970. Cuatro años más tarde también se disputaron en este escenario deportivo con la histórica sede de un partido de eliminatorias mundialistas en aquella época el 28 de junio de 1973 se enfrentaron entre Ecuador y Colombia en un encuentro que empataron a 1 gol por las eliminatorias para el mundial de Alemania 1974. Cuatro años más tarde el 27 de febrero de 1977 en este estadio se enfrentaron entre Ecuador y Chile en un encuentro que derrotó el resultado 2 a 0 por las eliminatorias para el mundial de Argentina 1978. Cuatro años más tarde también se disputaron en este escenario deportivo con la histórica sede de un partido de eliminatorias mundialistas en aquella época el 17 de mayo de 1981 en este estadio se enfrentó y jugó el penúltimo partido de la eliminatorias para el mundial de España 1982 disputado y jugado en el Estadio Modelo Guayaquil (hoy Estadio Alberto Spencer) entre Ecuador y Paraguay en un encuentro que ganaba 1 gol a 0 correspondiente a las eliminatorias para el mundial de España 1982 por cerca de 50 mil aficionados que dejaron una taquilla de S/. 6.335.000 sucres. Orly Klínger anotó el gol triunfador que dio inmensa alegría al país. Una semana más tarde el 24 de mayo de ese mismo año en este estadio se enfrentó y jugó el último partido de la eliminatorias para el mundial de España 1982 disputado y jugado en el Estadio Modelo Guayaquil (hoy Estadio Alberto Spencer) entre Ecuador y Chile en un encuentro que empataron sin goles por las eliminatorias para el mundial de España 1982 con un gran optimismo invade a nuestra afición luego de la gran victoria lograda, frente a Paraguay. Los días previos fueron muy tensos, especialmente por la campaña desplegada por el entrenador chileno Luis Santibáñez que anunciaba entre otras cosas, la traída de galones de agua para evitar contratiempos con sus jugadores. Aquella declaración fue considerada ofensiva por la prensa y autoridades locales.

## Anécdotas
También fue el último discurso del presidente del Ecuador Jaime Roldós Aguilera (1979-1981) efectuado en el Estadio Olímpico Atahualpa de la ciudad de Quito y en el Estadio Modelo (hoy Estadio Alberto Spencer) de la ciudad de Guayaquil con pifias y aplausos con motivo de rendir un homenaje a los 159 años de la Batalla de Pichincha y de rendir un homenaje al enfrentamiento, epopeya y gesta heroica de la Guerra de Paquisha y luego la fiesta del fútbol, cheerleaders de la Selección Ecuatoriana de Fútbol, paracaidistas y globos antes del partido entre Ecuador y Chile durante las eliminatorias para el mundial de España 1982. Ya en el partido se vio a un Ecuador impetuoso, aunque desordenado hasta que promediando el minuto 37 llegó la muerte truncando el sueño de Roldós; El país mira el estupefacto la trágica noticia que conmovió al país, sus ofertas quedaron truncadas tras su repentida muerte cuyas causas no han sido suficientemente esclarecidas; en pleno partido se informó sobre el trágico accidente de aviación donde perdió la vida inesperadamente el Presidente Jaime Roldós Aguilera (†), su esposa y miembros de la comitiva que viajaban en el Avión Presidencial rumbo a la frontera sur.  Durante la tragedia Nacional el público dio rienda suelta a su entusiasmo, satisfacción, optimismo, alegría y esperanza, comenzó a exigir la suspensión del juego. El árbitro uruguayo Juan José Cardelino, paró el juego y tanto público como jugadores dieron un minuto de silencio para posteriormente, cantar a capela el Himno Nacional del Ecuador. Se reanudó el partido, hasta la culminación del primer tiempo. Durante el lapso se discutía en camerinos si era conveniente. El representante de la FIFA, Abdilio de Almeida, se opuso a la tesis y luego de un ceremonial formal, que incluyó la entonación del himno por parte de la banda musical, coreado por los aficionados, un nuevo minuto de silencio y el pésame que dieron jugadores chilenos a ecuatorianos se reanudó el cotejo. En los últimos 45 minutos, Ecuador siguió atacando y desperdiciando opciones, la más clara, una de Nieves, que muy cerca del arco no precisó su remate, mandando la pelota encima del travesaño. El 0 a 0 sumado a la tragedia, desalentó a cincuenta mil asistentes y luego la sede de la Selección Ecuatoriana de Fútbol y de los partidos de eliminatorias mundialistas se suspendió y se retiró en el Estadio Modelo de la ciudad de Guayaquil hasta el 10 de febrero de 1985 tras 25 años de jugar y disputar los partidos de la Selección y de los partidos de eliminatorias mundialistas en el Modelo y luego cuando los directivos de la Federación Ecuatoriana de Fútbol, la Asociación de Fútbol del Guayas (ASOGUAYAS) y la Federación Deportiva del Guayas (FEDEGUAYAS) decidieron suspender y retirar la sede de la Selección.

## Uso del estadio hasta nuestros días
Tres años más tarde en 1984 en este escenario fue sede del Cuadrangular Internacional de Guayaquil 1984 fue disputado entre las selecciones de Ecuador, Chile, Polonia y Rumania. El equipo chileno participó con un seleccionado joven que se preparaba para el Preolímpico Sudamericano Sub-23 de ese año.
Tras una igualdad con Ecuador e imponerse sobre Rumania, Chile se adjudicó el certamen al ganarle 2:1 a Polonia.
Y finalmente un año más tarde el 10 de febrero de 1985 cuando los directivos de la Federación Ecuatoriana de Fútbol, la Asociación de Fútbol No Amateur de Pichincha (AFNA) y la Concentración Deportiva de Pichincha decidieron cambiar la sede de la Selección y de los partidos de eliminatorias mundialistas al Estadio Olímpico Atahualpa de la ciudad de Quito a partir desde el 10 de febrero de ese mismo año.

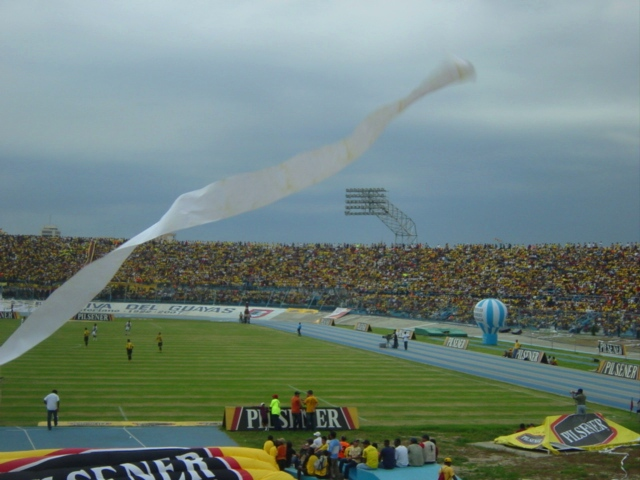
Hinchada de Barcelona SC en el Estadio Modelo en 2007.

El estadio también cumplió un gran papel en el fútbol local, ya que antes de la construcción e inauguración del Estadio Monumental Isidro Romero Carbo y la remodelación, restauración, reconstrucción y reinauguración del Estadio George Capwell, Barcelona y Emelec hacían de locales en este escenario deportivo desde hace algunos años. También otros clubes guayaquileños como el Guayaquil Sport Club, el Patria, el Everest, el 9 de Octubre, el Norte América, el Español, el Búhos ULVR Fútbol Club, el Filanbanco, el Valdez Sporting Club de Milagro (provisional), el Calvi Fútbol Club, el Panamá Sporting Club y el Rocafuerte Fútbol Club, hacían y/o hacen de locales en este estadio.
Hablando de competencias polideportivas, este estadio acogió los V Juegos Bolivarianos Quito y Guayaquil 1965, y a nivel nacional, fue sede de los IV Juegos Deportivos Nacionales Guayaquil 1976. También fue y sigue siendo sede de distintos eventos deportivos a nivel provincial y local.
También en este escenario deportivo se jugaron 9 partidos de la ronda final del Campeonato Sudamericano Sub-20 Ecuador 2001, disputándose allí partidos entre Brasil, Colombia, Argentina, Chile, Paraguay y Ecuador (país anfitrión del torneo).

## Otras disciplinas deportivas
En la actualidad, aunque el estadio es un polideportivo que cumple con todas las normas internacionales de la FIFA, este sin embargo es utilizado mayormente para conciertos musicales y para otros deportes como el atletismo, pues aunque algunos encuentros del Zonal de Ascenso (Segunda Categoría) y Serie B se realizan en el estadio, estos apenas si generan público.
Cabe recalcar que adjunto al estadio se encuentra el Coliseo Voltaire Paladines Polo, que también es sede de distintos deportes como el baloncesto, el voleibol y el fútsal, y que también se usa mucho para conciertos musicales.
Dentro del estadio se encuentra la pista atlética para la práctica de atletismo, ciclismo, escalada, levantamiento de pesas, tiro práctico y otras disciplinas, sirve para competencias de atletismo y de ciclismo. Tiene una residencia con 19 cuartos y capacidad para 110 personas.

## Eventos deportivos
En la actualidad, y desde hace varias décadas, el recinto es arrendado por el fútbol (Hasta 2016), atletismo, ciclismo y velódromo. Hasta la década de 1980 sirvió de sede para los partidos de local de los clubes Barcelona y Emelec, hasta que ambos construyeron sus respectivos estadios en 1988 y 1991 (reinauguración). Del mismo modo es periódicamente utilizado, por el club 9 de Octubre y Everest, en sus duelos de baja convocatoria.

## Otros eventos

### Conciertos, megaconciertos y eventos musicales
- Menudo con una asistencia de 40 000 personas en 1981
- Hombres G, Ilegales, Mike Albornoz y Quartz Band con una asistencia de 40 000 personas el 17 de octubre de 1987
- Yuri con una asistencia de 25 000 personas el 27 de diciembre de 1996
- Vicente Fernández y Alejandro Fernández con una asistencia de 17 000 personas el 9 de agosto de 2002
- Carlos Vives con una asistencia de 25 000 personas el 8 de octubre de 2002
- Ricardo Arjona con una asistencia de 10 500 personas el 2 de octubre de 2003
- Fito Páez, La Ley y Cruks en Karnak con una asistencia de 3000 personas el 25 de marzo de 2004
- Chayanne con una asistencia de 18 000 personas el 8 de mayo de 2004
- Oscar D'León con una asistencia de 16 000 personas el 4 de junio de 2004
- RBD con asistencia de 48000 personas el 18 de diciembre de 2005 en el marco del Tour Generación RBD.[13]
- Carlos Vives con una asistencia de 3000 personas el 16 de marzo de 2006
- Shakira con una asistencia de 25 000 personas el 30 de noviembre de 2006
- RBD con una asistencia de 46000 personas el 20 de abril de 2007, como inicio de la gira mundial Celestial Tour.
- Soda Stereo con una asistencia de 46 000 personas el 27 de octubre de 2007
- Maná con una asistencia de 22 000 personas el 15 de abril de 2008
- RBD con una asistencia de 36000 personas el 11 de diciembre de 2008 en el marco del Tour Del Adiós.
- Silvio Rodríguez con una asistencia de 40 000 personas el 7 de agosto de 2009
- Juan Luis Guerra con una asistencia de 28 000 personas el 26 de septiembre de 2009
- Gilberto Santa Rosa con una asistencia de 28 000 personas el 9 de octubre de 2009
- Ana Gabriel con una asistencia de 35 000 personas el 5 de noviembre de 2009
- Álex Campos con una asistencia de 16 000 personas el 10 de noviembre de 2009
- Violetta Live con una asistencia de 30 000 personas el 17 de mayo de 2015
- Soy Luna  el 13 de mayo de 2017 con una asistencia de 30 000 y 26 de agosto de 2018 con una asistencia de 28 000
- Shakira el 1 de noviembre de 2018 con una asistencia de 30 000
- Daddy Yankee el 4 de octubre de 2022 con una asistencia de 65 000

### Actividades cívicas y políticas
Después del partido entre Ecuador y Chile durante las eliminatorias para el mundial de España 1982. Ya en el partido se vio a un Ecuador impetuoso, aunque desordenado hasta que promediando el minuto 37 llegó a mirar el estupefacto la trágica noticia que conmovió al país; en pleno partido se informó sobre el trágico accidente aviatorio donde perdió la vida del Presidente Jaime Roldós Aguilera (†), su esposa y miembros de la comitiva que viajaban en el Avión Presidencial rumbo a la frontera sur. Este partido después de terminar y finalizar el último discurso del presidente del Ecuador Jaime Roldós Aguilera (†) (1979-1981) con pifias y apalusos y después de terminar y finalizar el homenaje a los 159 años de la Batalla de Pichincha y después de terminar y finalizar el homenaje al enfrentamiento, epopeya y gesta heroica de la Guerra de Paquisha efectuado en el Estadio Olímpico Atahualpa de la ciudad de Quito y en el Estadio Modelo de la ciudad de Guayaquil con motivo de rendir un homenaje a los 159 años de la Batalla de Pichincha y de rendir un homenaje al enfrentamiento, epopeya y gesta heroica de la Guerra de Paquisha. El presidente de la República, Jaime Roldós Aguilera (†) (1979-1981), su esposa Martha Bucaram de Roldós (†) y sus miembros de la comitiva que viajaban en el Avión Presidencial rumbo a Macará nunca llegó a su destino final el avión se estrelló en que viajaba a los cerros lojanos de Huayrapungo, Celica, Zapotillo y Sanama, provincia de Loja murieron todos los pasajeros y tripulantes y pereció trágicamente al estrellarse el avión en que viajaba. En Guayaquil, Quito y las principales ciudades se oficiaban actos conmemorativos y misas de honras. Diversas instituciones y pueblo en general visitaban el mausoleo donde descansan sus restos, y a pocas horas después, cuando se confirmó el trágico suceso, el vicepresidente Osvaldo Hurtado Larrea daba conocer el estupefacto la trágica noticia de la muerte del presidente en un trágico accidente de aviación que decía al anunciar el fragmento que anunciaba así:

La tarde de este 24 de mayo. Presidente Constitucional de los ecuatorianos Abogado Jaime Roldós Aguilera ha muerto, Su esposa Martha Bucaram de Roldós y sus miembros de la comitiva y Ministerio de Defensa Nacional de los ecuatorianos Coronel Marco Aurelio Subía Martínez han muertos.
Osvaldo Hurtado Larrea, 24 de mayo de 1981